# Церліпоназа альфа

Церліпоназа альфа (продаваний як Brineura) — це рекомбінантна форма людської трипептидилпептидази 1 (TPP1), дефіцит ферменту у пацієнтів з хворобою CLN2. Ця форма хвороби Баттена відома як пізній інфантильний нейронально-цероїдний ліпофусциноз типу 2 (CLN2). Це рідкісна спадкова хвороба в дитячому віці, для якої характерний дефіцит ферменту трипептидилпептидази-1 (TPP1), який вражає головним чином центральну нервову систему. Недостача ферменту викликає прогресуючі проблеми із зором, рухом і здатністю мислити, а також передчасною смертю.

## Історія
Трипептидил-пептидаза 1 є ферментом, який у людини кодується TPP1 геном. Мутації гена TPP1 призводять до пізнього дитячого нейтронально-цероїдному ліпофусцинозу, який включає нездатність розповсюджувати специфічні нейропептиди та субодиниці АТФ-синтази в лізосомах.
TPP1 був ідентифікований як фермент у 1997 році за допомогою біохімічного аналізу, який виявив білки, у яких відсутня лізосомальна цільова послідовність для манози-6-фосфату. Надалі проводили дослідження за допомогою методу гель-електрофорез для відомих білків головного мозку з послідовностями, які спрямовані на лізосоми. Таким чином визначали, чи відсутня смуга, що вказує на дефіцит цього білка. Був секвенован майже весь ген цього невідомого білка, ген локалізується в хромосомної смузі 11p15. Після відкриття рекомбінантна форма TPP1, церліпонази альфа, була вперше виготовлена в 2000 році, після чого до 2014 року проводилися випробування на тваринних моделях. У 2012 році BioMarin почали перші клінічні випробування на хворих пацієнтів з використанням їх технології рекомбінантної ДНК. Церліпоназа альфа була отримана за допомогою технології рекомбінантної ДНК в клітинній лінії яєчника китайського хом'яка і є очищеним людським ферментом.

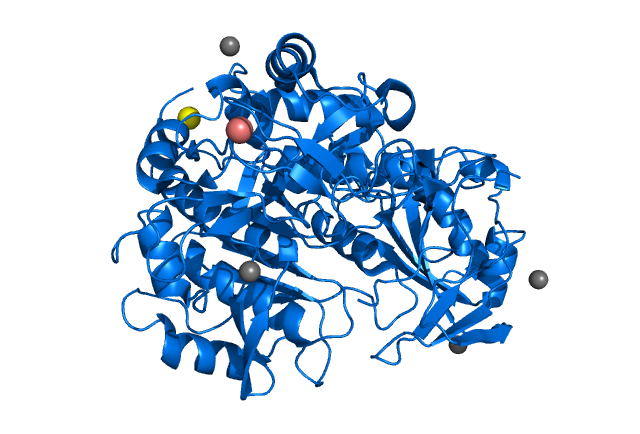

Після успіху цього клінічного випробування США схвалила продаж церліпонази альфа пацієнтам з хворобою CLN2.

## Функція TPP1
Висока експресія TPP1 виявлена в кістковому мозку, плаценті, легенях, шишкоподібній залозі і лімфоцитах. Протеаза функціонує в лізосомах, відщеплюючи N-кінцеві трипептиди від субстратів, і має слабку ендопептидазну активність. TPP1 синтезується у вигляді каталітично неактивного ферменту, який активується і піддається автопротолізу при підкисленні.

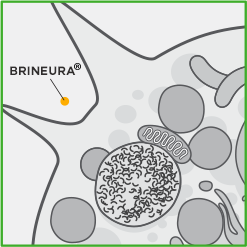
BRINEURA

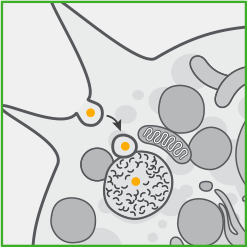
BRINEURA1

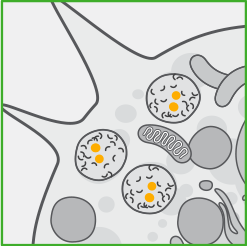
BRINEURA2

## Структура і біомолекулярний механізм
Cerliponase alfa — це молекула приблизно 59 кДа. В проферментній формі вона кодує 544 амінокислоти. Активоване зрілий фермент кодує тільки 368 амінокислот. П'ять амінокислотних залишків мають N-зв'язані сайти глікозилювання. Ці п'ять залишків мають додаткові послідовності, які націлені на манозо-6-фосфат, які функціонують для націлювання ферментів на лізосому.

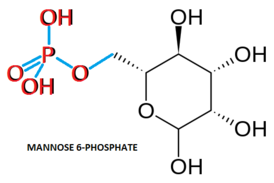

Коли альфа-профермент Cerliponase досягає цільових нейронів під час введення, він зв'язує манозо-6-фосфатні рецептори на клітинній поверхні, викликаючи утворення бульбашок навколо комплексу рецептор-профермент. Після введення в клітину везикула рецепторно-ферментного комплексу транспортується в лізосому, де нижчий рН сприяє як дисоціації профермента від рецептора, так і активації профермента в його активну каталітичну форму за допомогою розщеплення послідовності профермента.
Як і природний TPP1, церліпоназа альфа функціонує як серинова протеаза, тобто відщеплює N-кінцеві трипептиди від білкових субстратів. В фермент використовується каталітично активний комплекс, який складається з трьох амінокислот: аспарагінової кислоти, глутамінової кислоти і серину. Серин функціонує як амінокислота, яка виконує нуклеофільну атаку під час каталітичної активності серинових протеаз. Продуктами цієї реакції є трипептиди і білковий субстрат, що залишився, з новим N-кінцем, який можна знову розщепити.
При захворюванні CLN2, TPP1 є дефіцитним або не виробляється зовсім, що означає, що білки не можуть розкладатися в лізосомах і накопичуватися, що призводить до пошкодження нервів. Як білок, Cerliponase alfa руйнується в результаті протеолізу. Отже, Cerliponase alfa вводять повторно, щоб підтримувати достатні рівні рекомбінантного ферменту TPP1 замість дефіцитної форми для руйнування білків і запобігання подальшого накопичення. Cerliponase alfa — це лікування, яке потенційно може сповільнити прогресування захворювання, але не виліковує саме захворювання.

## Терміни розробки препарату
1996 рік: Дослідники синтезують причинний ген при захворюванні CLN2 в області хромосоми людини 11
1996 рік: Дослідники виділяють відсутній фермент при хворобі CLN2
1998 рік: Дослідження підтверджують, що відсутнім ферментом при захворюванні CLN2 є лізосомальна протеаза TPP1
2000 рік: Дослідники, які вперше виділили TPP1, успішно продукують рекомбінантний TPP1 в системі клітинних культур
2003 рік: Ці ж дослідники розробляють мишачу модель хвороби CLN2
2005 рік: Дослідження описує собачу модель хвороби CLN2, надаючи модель великої тварини, необхідну для дослідження ERT, націлених на мозок
2007 рік: Дослідники повідомляють про ефективну доставку рекомбінантного TPP1 через шлуночки мозку у мишей CLN2
2010-2014 роки: BioMarin проводить подальші доклінічні дослідження на більших моделях тварин, щоб оцінити розподіл доставленого ферменту в мозку, а також його безпеку і ефективність
2012 рік: BioMarin починає перше клінічне дослідження внутрішньошлуночкової доставки TPP1 у дітей з хворобою CLN2
2015 рік: BioMarin завершує центральне клінічне випробування для порівняння прогресування захворювання у пацієнтів, які отримували TPP1, з даними природного анамнезу з міжнародного реєстру захворювань CLN2
2016 рік: FDA схвалює TPP1 (як церліпоназа альфа; торгова марка Brineura) для уповільнення втрати здатності до ходьби або повзання у дітей з захворюванням CLN2 у віці трьох років і старше

## Застосування
Церліпоназу альфа вводять в спинномозкову рідину шляхом інфузії через імплантований хірургічним шляхом резервуар і катетер (пристрій для інтрацеребровентрикулярного доступу). Пристрій інтрацеребровентрикулярного доступу має бути імплантований хірургічним шляхом до першої інфузії. Рекомендується, щоб перша доза була введена принаймні 5 днів після імплантації пристрою.
Brineura вводиться безпосередньо в рідину, яка оточує мозок пацієнта. Цей метод відомий як внутрішньошлуночкова інфузія. Перед початком лікування пристрій внутрішньолуночкового доступу має бути хірургічно поміщений в череп пацієнта. Після цієї процедури кожні два тижні проводять процедури Brineura тривалістю близько чотирьох з половиною годин. Рекомендована доза Brineura становить 300 мг. Деяким пацієнтам потрібне лікування антигістамінними препаратами або кортикостероїдами перед лікуванням Brineura.

## Протипоказання
- будь-яка ознака або симптом гострої невирішеної локалізованої інфекції на місці введення препарату або навколо нього (наприклад абсцес)
- гострі внутрішньошлуночкові ускладнення, пов'язані з пристроєм для введення церліпонази альфа
- серцево-судинні побічні реакції
- вентрикулоперитонеальні шунти
- менінгіт і інші інфекції, пов'язані з пристроєм внутрішньошлуночкового доступу
- Реакції гіперчутливості, включаючи анафілаксію

## Цероїдний ліпофусциноз 2 (хвороба CLN2)
Цероїдний ліпофусциноз 2 (хвороба CLN2) відноситься до групи рідкісних генетичних захворювань, званих нейрональними цероїдними ліпофусцинозами (NCL), які також відомі під загальною назвою хвороби Баттена. У сукупності NCL зачіпають приблизно від двох до чотирьох з кожних 100 000 дітей в США. У більш широкому сенсі, CLN2 є типом лизосомального порушення накопичення, при якому у уражених людей відсутній специфічний фермент, який розщеплює макромолекули, такі як ліпіди (жири) і білки в організмі. Внутрішньоклітинні компартменти називаються лізосомами. У людей з хворобою CLN2 відсутній протеїн, який розщеплює фермент трипептидилпептидаза 1 (TPP1). В результаті недеградійований матеріал накопичується в нейронах та інших клітинах, що призводить до порушення функції клітин і нейродегенерації. Симптоми захворювання CLN2 зазвичай з'являються у віці від двох до чотирьох років і включають повторювані припадки, погану координацію, мимовільні посмикування м'язів, прогресуюча втрата зору, регресія розвитку і погіршення розумової діяльності. Діти з хворобою CLN2 рідко виживають після підліткового віку.

## Побічні ефекти
BRINEURA може викликати серйозні побічні реакції, в тому числі пов'язані з пристроєм(витік і інфекція), проблеми з низьким кров'яним тиском і серцевим ритмом, а також алергічні реакції. Найбільш поширеними побічними ефектами Brineura є лихоманка, порушення серцевого ритму, зниження або збільшення білка в мозковій рідини, блювота, судоми, підвищена чутливість до тепла, застуда або інші подразнення, гематома або ненормальний збір крові поза кровоносних судин, головні болі, дратівливість, підвищена кількість лейкоцитів в мозкової рідини і низький кров'яний тиск.